# 長楽寺 (木更津市)
長楽寺（ちょうらくじ）は、千葉県木更津市請西にある真言宗豊山派の寺院。山号は清龍山。院号は明王院。本尊は薬師如来。

## 歴史
この寺は、鎌倉時代後期の嘉元年間（1303年 – 1306年）から徳治年間（1306年 – 1307年）にかけて融源によって上総国望陀郡請西本郷に創建されたとつたえられ、永禄年間（1558年 – 1570年）に現在の場所へ移った。江戸時代には真言宗の常法談林所がおかれていた。
桜の名所

## 文化財
- 千葉県指定有形文化財[1]
  - 木造薬師如来坐像　ヒノキ材の一本造りで平安時代初期のものと見られる。　
  - 金銅五鈷鈴　
  - 金銅孔雀文磬
  - 天正の制札

- 木更津市指定有形文化財
  - 五輪塔　室町時代初期の様式

## 所在地
- 千葉県木更津市請西982